# تحكم المعاوقة
تحكم المعاوقة (Impedance control) هو نهج للتحكم الديناميكي المتعلق بالقوة والموقع. غالبًا ما يتم استخدامه في التطبيقات التي يتفاعل فيها ذراع روبوتي مع بيئته وتكون علاقة موضع مع القوة هي نقطة الاهتمام. تتضمن أمثلة هذه التطبيقات تفاعل البشر مع الروبوتات، حيث ترتبط القوة التي ينتجها الإنسان بالسرعة التي يجب أن يتحرك -أو يتوقف- بها الروبوت.
الممانعة الميكانيكية Mechanical impedance هي نسبة خرج القوة إلى مدخلات الحركة، وهذا مشابه للمقاومة الكهربائية التي هي نسبة خرج الجهد إلى مدخلات التيار (على سبيل المثال المقاومة هي الجهد مقسومًا على التيار). يُحدِد «ثابت الزنبرك» "spring constant" القوة الناتجة عند شد أو ضغط الزنبرك. يحدد «ثابت التخميد» القوة الناتجة لمدخلات السرعة. إذا تحكمنا في مقاومة الآلية، فإننا نتحكم في قوة المقاومة للحركات الخارجية التي تفرضها البيئة.
القبول الميكانيكي Mechanical admittance هو عكس الممانعة - فهو يحدد الحركة التي تنتج من القوة كدخل. إذا قامت آلية ما بتطبيق قوة على البيئة، فإن البيئة سوف تتحرك أو لا تتحرك، اعتمادًا على خصائصها والقوة المطبقة. على سبيل المثال، سوف تتفاعل قطعة الرخام الموضوعة على طاولة بشكل مختلف تمامًا مع قوة معينة عن رد فعل جذع شجر يطفو في بحيرة.
النظرية الرئيسية وراء هذه الطريقة هي التعامل مع البيئة على أنها قبولية والذراع الروبوتي كمقاومة. إنها تضع فرضية أنه «لا يمكن لأي متحكم أن يجعل الذراع الروبوتي يبدو للبيئة على أنه أي شيء آخر غير النظام المادي.» هذه «القاعدة الأساسية»، وتُعرف أيضًا باسم "Hogan's rule"، يمكن أيضًا ذكرها على النحو التالي: «في الحالة الأكثر شيوعًا التي تكون فيها البيئة هي قبولية (على سبيل المثال، كتلة، من المحتمل أن تكون مقيدة حركيًا)، يجب أن تكون العلاقة هي ممانعة، أو دالة، ربما غير خطية، أو ديناميكية، أو حتى غير متصلة، لتحديد القوة الناتجة استجابةً لحركة تفرضها البيئة».

## المبدأ
لا ينظم تحكم المعاوقة ببساطة قوة أو موضع الآلية. بدلاً من ذلك، ينظم العلاقة بين القوة والموضع من ناحية، وبين السرعة والتسارع من ناحية أخرى، أي مقاومة الآلية impedance of the mechanism. يتطلب موقعًا (سرعة أو تسارعًا) كمدخل وله قوة ناتجة كمُخرَج. عكس المعاوقة هو القبولية. إنه يُحدد الموضع. لذلك في الواقع، تُحدد وحدة التحكم سلوكًا مثبطًا للكتلة الزنبركية spring-mass-damper behavior على الآلية من خلال الحفاظ على علاقة ديناميكية بين القوة {\displaystyle ({\boldsymbol {F}})} والموضع والسرعة والتسارع {\displaystyle ({\boldsymbol {x}},{\boldsymbol {v}},{\boldsymbol {a}})} : {\displaystyle {\boldsymbol {F}}=M{\boldsymbol {a}}+C{\boldsymbol {v}}+K{\boldsymbol {x}}+{\boldsymbol {f}}+{\boldsymbol {s}}}، حيث {\displaystyle {\boldsymbol {f}}} هي الاحتكاك و {\displaystyle {\boldsymbol {s}}} هي قوة ثابتة.
الكتلة ({\displaystyle M}) والزنبرك (ومعامل مرونته {\displaystyle K}) هي عناصر لتخزين الطاقة، في حين أن المكبح (ومعامل خمده {\displaystyle C}) هو عنصر تبديد للطاقة. إذا تمكنا من التحكم في الممانعة، فنحن قادرون على التحكم في تبادل الطاقة أثناء التفاعل، أي العمل الجاري. لذا فإن التحكم في المعاوقة هو التحكم في التفاعل.
لاحظ أن الأنظمة الميكانيكية هي أنظمة متعددة الأبعاد بطبيعتها - يمكن لذراع الروبوت النموذجي وضع كائن في ثلاثة أبعاد (الإحداثيات {\displaystyle (x,y,z)}) وفي ثلاثة اتجاهات (على سبيل المثال لفة، درجة، الانحراف roll, pitch, yaw). من الناحية النظرية، يمكن أن يتسبب تحكم المعاوقة في أن تعرض الآلية مقاومة ميكانيكية متعددة الأبعاد. على سبيل المثال، قد تعمل الآلية بصلابة شديدة very stiff على طول أحد المحاور ومتوافقة للغاية مع المحور الآخر. من خلال تعويض الحركية والقصور الذاتي للآلية، يمكننا توجيه تلك المحاور بشكل اختياري وفي أنظمة إحداثيات مختلفة. على سبيل المثال، قد نجعل حامل الجزء الآلي شديد الصلابة بشكل مماسي في عجلة الطحن (أو السنفرة)، بينما يكون متوافقًا للغاية (التحكم في القوة مع الاهتمام القليل بالموضع) في المحور الشعاعي للقرص الدوار.

## الأساسيات الرياضية

### فضاء منسوب إلى المفصل Joint space
يمكن التعبير عن الروبوت غير المتحكم فيه في صيغة لاغرانج على شكل

| {\displaystyle {\boldsymbol {\tau }}={\boldsymbol {M}}({\boldsymbol {q}}){\ddot {\boldsymbol {q}}}+{\boldsymbol {c}}({\boldsymbol {q}},{\dot {\boldsymbol {q}}})+{\boldsymbol {g}}({\boldsymbol {q}})+{\boldsymbol {h}}({\boldsymbol {q}},{\dot {\boldsymbol {q}}})+{\boldsymbol {\tau }}_{\mathrm {ext} }}, | \| \| \| \| \| \| \| \| | (1) |
| |                         |     |
| |                         |     |
حيث {\displaystyle {\boldsymbol {q}}} يدل على الموضع الزاوي للمفصل joint angular position، و {\displaystyle {\boldsymbol {M}}} هي مصفوفة متماثلة وموجبة تمثل القصور الذاتي، و {\displaystyle {\boldsymbol {c}}} كوريوليس وعزم الدوران الطرد المركزي Coriolis and centrifugal torque، و {\displaystyle {\boldsymbol {g}}} عزم الجاذبية، و {\displaystyle {\boldsymbol {h}}} يتضمن المزيد من عزم الدوران من، على سبيل المثال، الصلابة المتأصلة، والاحتكاك، وما إلى ذلك، و {\displaystyle {\boldsymbol {\tau }}_{\mathrm {ext} }} يلخص جميع القوى الخارجية من البيئة. عزم التشغيل {\displaystyle {\boldsymbol {\tau }}} على الجانب الأيسر هو متغير المدخل input variable للروبوت.

يمكن اقتراح قانون التحكم بالشكل التالي:

| {\displaystyle {\boldsymbol {\tau }}={\boldsymbol {K}}({\boldsymbol {q}}_{\mathrm {d} }-{\boldsymbol {q}})+{\boldsymbol {D}}({\dot {\boldsymbol {q}}}_{\mathrm {d} }-{\dot {\boldsymbol {q}}})+{\hat {\boldsymbol {M}}}({\boldsymbol {q}}){\ddot {\boldsymbol {q}}}_{\mathrm {d} }+{\hat {\boldsymbol {c}}}({\boldsymbol {q}},{\dot {\boldsymbol {q}}})+{\hat {\boldsymbol {g}}}({\boldsymbol {q}})+{\hat {\boldsymbol {h}}}({\boldsymbol {q}},{\dot {\boldsymbol {q}}}),} | \| \| \| \| \| \| \| \| | (2) |
| |                         |     |
| |                         |     |
حيث {\displaystyle {\boldsymbol {q}}_{\mathrm {d} }} يشير إلى الموضع الزاوي المطلوب للمفصل، بينما {\displaystyle {\boldsymbol {K}}} و {\displaystyle {\boldsymbol {D}}} هي معاملات التحكم، و {\displaystyle {\hat {\boldsymbol {M}}}} و {\displaystyle {\hat {\boldsymbol {c}}}} و {\displaystyle {\hat {\boldsymbol {g}}}}، و {\displaystyle {\hat {\boldsymbol {h}}}} هي النموذج الداخلي للمصطلحات الميكانيكية المقابلة.
إدخال (2) في (1) يعطي معادلة لنظام الحلقة المغلقة (روبوت مُتَحَكَم فيه):
{\displaystyle {\boldsymbol {K}}({\boldsymbol {q}}_{\mathrm {d} }-{\boldsymbol {q}})+{\boldsymbol {D}}({\dot {\boldsymbol {q}}}_{\mathrm {d} }-{\dot {\boldsymbol {q}}})+{\boldsymbol {M}}({\boldsymbol {q}})({\ddot {\boldsymbol {q}}}_{\mathrm {d} }-{\ddot {\boldsymbol {q}}})={\boldsymbol {\tau }}_{\mathrm {ext} }.}
افترض {\displaystyle {\boldsymbol {e}}={\boldsymbol {q}}_{\mathrm {d} }-{\boldsymbol {q}}} فنحصل على
{\displaystyle {\boldsymbol {K}}{\boldsymbol {e}}+{\boldsymbol {D}}{\dot {\boldsymbol {e}}}+{\boldsymbol {M}}{\ddot {\boldsymbol {e}}}={\boldsymbol {\tau }}_{\mathrm {ext} }}
وحيث أن المصفوفات {\displaystyle {\boldsymbol {K}}} و {\displaystyle {\boldsymbol {D}}} لها أبعاد الصلابة والخمد، ويشار إليها عادة بمصفوفة الصلابة والخمد، على التوالي. من الواضح أن الروبوت المتحكم فيه هو في الأساس مقاومة ميكانيكية متعددة الأبعاد (مثبط -كتلة-زنبركي) للبيئة، والتي تتم معالجتها بواسطة {\displaystyle {\boldsymbol {\tau }}_{\mathrm {ext} }}.

### فضاء المهام Task space
ينطبق نفس المبدأ أيضًا على مساحة العمل Task space. يمكن تمثيل الروبوت غير المتحكم فيه بواسطة فضاء المهام التالي في صيغة لاغرانج:
{\displaystyle {\boldsymbol {\mathcal {F}}}={\boldsymbol {\Lambda }}({\boldsymbol {q}}){\ddot {\boldsymbol {x}}}+{\boldsymbol {\mu }}({\boldsymbol {x}},{\dot {\boldsymbol {x}}})+{\boldsymbol {\gamma }}({\boldsymbol {q}})+{\boldsymbol {\eta }}({\boldsymbol {q}},{\dot {\boldsymbol {q}}})+{\boldsymbol {\mathcal {F}}}_{\mathrm {ext} }} و
حيث {\displaystyle {\boldsymbol {q}}} يدل على الموضع الزاوي للمفصل، و {\displaystyle {\boldsymbol {x}}} الموضع بالنسبة لفضاء المهمة، و {\displaystyle {\boldsymbol {\Lambda }}} مصفوفة متماثلة موجبة تمثل القصور الذاتي بالنسبة لفضاء المهمة. ومصطلحات {\displaystyle {\boldsymbol {\mu }}} و {\displaystyle {\boldsymbol {\gamma }}} و {\displaystyle {\boldsymbol {\eta }}}، {\displaystyle {\boldsymbol {\mathcal {F}}}_{\mathrm {ext} }} هي القوة المعممة generalized force لـ كوريوليس والطرد المركزي، والجاذبية، والمصطلحات غير الخطية الأخرى، والاتصالات البيئية. لاحظ أن هذا التمثيل ينطبق فقط على الروبوتات ذات الحركية الزائدة عن الحاجة redundant kinematics. القوة المعممة {\displaystyle {\boldsymbol {\mathcal {F}}}} على الجانب الأيسر تناظر العزم الداخل input torque للروبوت.
وبالمثل، يمكن اقتراح قانون التحكم التالي:
{\displaystyle {\boldsymbol {\mathcal {F}}}={\boldsymbol {K}}_{\mathrm {x} }({\boldsymbol {x}}_{\mathrm {d} }-{\boldsymbol {x}})+{\boldsymbol {D}}_{\mathrm {x} }({\dot {\boldsymbol {x}}}_{\mathrm {d} }-{\dot {\boldsymbol {x}}})+{\hat {\boldsymbol {\Lambda }}}({\boldsymbol {q}}){\ddot {\boldsymbol {x}}}_{\mathrm {d} }+{\hat {\boldsymbol {\mu }}}({\boldsymbol {q}},{\dot {\boldsymbol {q}}})+{\hat {\boldsymbol {\gamma }}}({\boldsymbol {q}})+{\hat {\boldsymbol {\eta }}}({\boldsymbol {q}},{\dot {\boldsymbol {q}}}),}
حيث {\displaystyle {\boldsymbol {x}}_{\mathrm {d} }} يشير إلى الموضع المطلوب بالنسبة لفضاء المهمة، و {\displaystyle {\boldsymbol {K}}_{\mathrm {x} }} و {\displaystyle {\boldsymbol {D}}_{\mathrm {x} }} هي مصفوفات الصلابة والخمد بالنسبة لفضاء المهمة، و {\displaystyle {\hat {\boldsymbol {\Lambda }}}} و {\displaystyle {\hat {\boldsymbol {\mu }}}} و {\displaystyle {\hat {\boldsymbol {\gamma }}}}، و {\displaystyle {\hat {\boldsymbol {\eta }}}} هي النموذج الداخلي internal model للمصطلحات الميكانيكية المناظرة.
وبالمثل،
{\displaystyle {\boldsymbol {e}}_{\mathrm {x} }={\boldsymbol {x}}_{\mathrm {d} }-{\boldsymbol {x}}} و

| {\displaystyle {\boldsymbol {K}}_{\mathrm {x} }{\boldsymbol {e}}_{\mathrm {x} }+{\boldsymbol {D}}_{\mathrm {x} }{\dot {\boldsymbol {e}}}_{\mathrm {x} }+{\boldsymbol {\Lambda }}{\ddot {\boldsymbol {e}}}_{\mathrm {x} }={\boldsymbol {\mathcal {F}}}_{\mathrm {ext} }} | \| \| \| \| \| \| \| \| | (3) |
| |                         |     |
| |                         |     |
كنظام الحلقة المغلقة، وهو في الأساس مقاومة ميكانيكية متعددة الأبعاد للبيئة ({\displaystyle {\boldsymbol {\mathcal {F}}}_{\mathrm {ext} }}) كذلك. وبالتالي، يمكن أن نختار الممانعة المرغوبة desired impedance (الصلابة بشكل أساسي) في فضاء المهمة. على سبيل المثال، قد يرغب المرء في جعل الروبوت المتحكَم فيه يتصرف بشدة في اتجاه واحد بينما يكون متوافقًا نسبيًا في الاتجاهات الأخرى من خلال ضبط
{\displaystyle {\boldsymbol {K}}_{\mathrm {x} }={\begin{pmatrix}1&0&0\\0&1&0\\0&0&1000\end{pmatrix}}\mathrm {N/m} ,}
بافتراض أن فضاء المهمة هو مساحة إقليدية ثلاثية الأبعاد. مصفوفة الخمد {\displaystyle {\boldsymbol {D}}_{\mathrm {x} }} عادة ما يتم اختيارها بحيث يكون نظام الحلقة المغلقة (3) مستقرًا.

## التطبيقات
يُستخدم تحكم المعاوقة في تطبيقات مثل الروبوتات كإستراتيجية عامة لإرسال أوامر إلى ذراع الروبوتات والنهاية الطرفية end effector الذي يأخذ في الاعتبار الحركية غير الخطية وديناميكيات الكائن الذي يتم التعامل معه.